# Kleingebiet Hajdúszoboszló

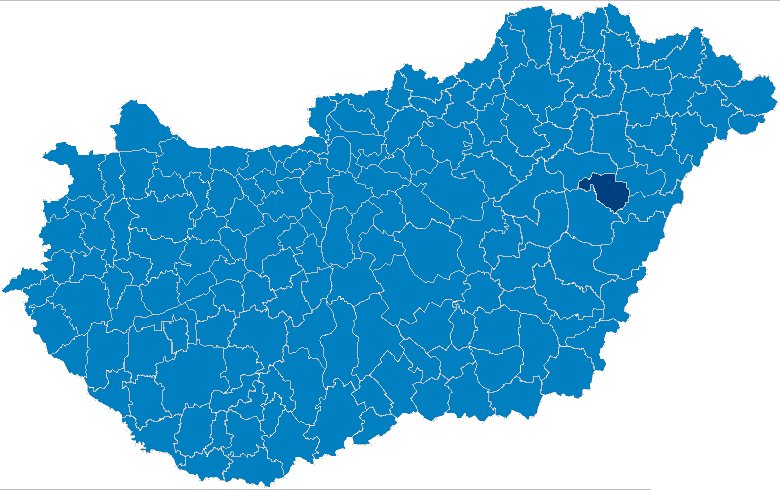
Lage des Kleingebietes Hajdúszoboszló in Ungarn

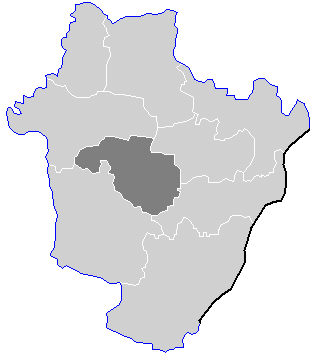
Lage des Kleingebietes im Komitat Hajdú-Bihar

Das Kleingebiet Hajdúszoboszló (ungarisch Hajdúszoboszlói kistérség) war bis Ende 2012 eine ungarische Verwaltungseinheit (LAU 1) im Zentrum des Komitats Hajdú-Bihar im Osten Ungarns. Anfang 2013 gelangten im Rahmen der Verwaltungsreform alle vier Gemeinden in den nachfolgenden
Kreis Hajdúszoboszló (ungarisch Hajdúszoboszlói járás), der noch um die Stadt Nádudvar aus dem Kleingebiet Püspökladány verstärkt wurde.
Ende 2012 lebten auf einer Fläche von 506,74 km² 34.288 Einwohner. Die Bevölkerungsdichte des zweitbevölkerungsärmsten Kleingebiets lag mit 68 Einwohnern/km² etwas unter der des Komitats (87 Einwohner/km²).
Der Verwaltungssitz befand sich der einzigen Stadt Hajdúszoboszló (23.988 Ew.).

## Ortschaften
Folgende Ortschaften gehörten zum Kleingebiet:
| Ebes | Hajdúszoboszló | Hajdúszovát | Nagyhegyes |